# Юкон (река)
Ю́кон (англ. Yukon River) — река на северо-западе Северной Америки, протекающая в основном по территории Юкон (Канада) и штату Аляска (США). Впадает в залив Нортон Берингова моря, формируя многорукавную дельту.
Длина Юкона — 3190 км от верховий реки Макнил до места впадения в Берингово море, площадь водосборного бассейна, по разным данным, от 833 до 855 тыс. км². Годовой сток равен 202,7 км³.

## Этимология
Слово «Юкон» на языке племени гвичин (Gwich’in) означает «Большая река»; нижнее течение реки носило название «Куихпак», что означает то же самое в переводе с эскимосского. Единство рек Юкон и Куихпак было установлено лишь в 1863 году, а название Юкон распространено на всю длину реки в 1867 году, после продажи Россией Аляски. Прежнее название верховьев реки, от озера Марш до места слияния Пелли и реки Форт-Селкирк, было «река Льюиса» (англ. Lewes River).
В российских источниках название «Юкон» в искаженном виде впервые было использовано исследователем Л. А. Загоскиным. Исследуя Аляску, в ходе своей экспедиции 1842—1844 годов он, следуя вверх по течению Юкона, достиг устья реки Тананы. По итогам экспедиции им была написана книга «Пешеходная опись русских владений в Америке, произведенная лейтенантом Лаврентием Загоскиным в 1842, 1843 и 1844 гг. в 2-х частях, с меркарторскою картою, гравированную на меди», изданная в 1847—1848 годах в Санкт-Петербурге. На данной карте русло реки Юкон Л. А. Загоскиным было обозначено: на участке от устья до Анилукхтакпака (ныне Холи-Кросс) как «Река Квихпакъ», оттуда до поселения Калтаг как «Река Юкхана», а от Калтага до устья Тананы — как «Река Юнъа».

## География и гидрография
Юкон — пятая река Северной Америки по длине и четвёртая по площади водосборного бассейна. В зависимости от подхода длину реки оценивают в 3200—3700 км. Британская энциклопедия определяет длину Юкона от верховий реки Макнил в 3190 км, однако единства во мнениях касательно истока Юкона нет; в этом качестве фигурируют озеро Марш на юге канадской территории Юкон, реже — озёра Линдеман или Теслин либо ледник Луэллин близ озера Атлин в Британской Колумбии.
От верховий река течёт в общем северо-западном направлении к канадско-американской границе, а затем по территории Аляски на запад и юго-запад. В месте, где Юкон вытекает из озера Лаберж, его ширина составляет около 90 м, но ниже по течению, после сляния с рекой Теслин у Кармакса, он расширяется до 180 м. Исторически примерно в 80 км ниже озёр Атлин и Тагиш русло реки проходило по узкому ущелью Майлз-Каньон, а затем по скалистым порогам Уайт-Хорс; после строительства плотины электростанции ниже Уайтхорса образовалось водохранилище Сватка, воды которого заполнили каньон и покрыли бывшие пороги. Ниже Кармакса река протекает между хребтом Доусон на западе и горами Огилви и Пелли на востоке. После впадения в Юкон нескольких крупных притоков с суммарной площадью водосборных бассейнов 56 тыс. квадратных миль (145 тыс. км²) и воды от многочисленных ледников и снежных шапок национального парка Рангел-Сент-Элайас его ширина у Доусона достигает 300 м. У Форти-Майла, примерно в 60 милях выше по течению от Игла на американской стороне границы, река протекает между горами Огилви на севере и утёсами нагорья Танана на юге. У Игла Юкон достигает 450 м в ширину.

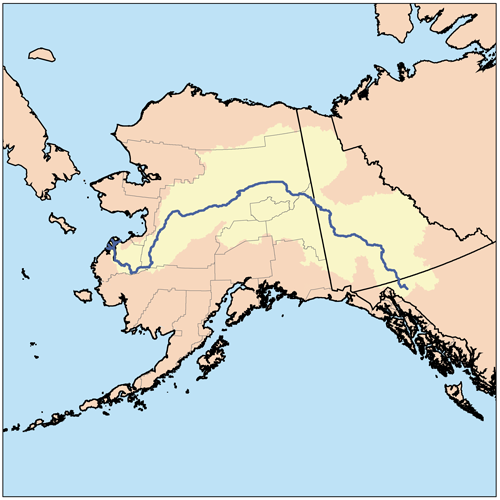
Река Юкон и её бассейн

На протяжении примерно 150 миль между Иглом и Серклом русло реки проходит по территории национального заказника Юкон-Чарли-Риверз. У Серкла, на расстоянии около 1000 миль от устья Юкона, ложе реки находится примерно в 180 м выше уровня моря. С этого места река протекает по так называемой Юконской низине — широкой и плоской равнине, которую пересекают многочисленные меандрирующие речные рукава. Горы, окружающие эту низменность, способствуют поддержанию на её территории экстремально низких температур зимой и высоких летом (перепады температур от −37 до 38 °C). Русло Юкона достигает Северного полярного круга, своей самой северной точки, ниже Форт-Юкона, в месте, где в него с севера впадает река Танана. После этого русло отклоняется на запад и юго-запад. В районе Стивенс-Виллидж Юконская низина заканчивается, и долина вокруг реки, достигающей к этому месту 600 м в ширину, сужается, образуя так называемый Рампарт-Каньон. После того, как Юкон на протяжении примерно 70 миль протекает вдоль северной границы национального резервата дикой природы Новитна, в него около деревни Руби впадает с севера река Мелозитна и его ширина достигает 750 м. В 50 милях ниже по течению от Руби на реке располагается Галина — крупнейший населённый пункт в этой части бассейна Юкона, за которым в Юкон впадает река Коюкук. К этому моменту высота русла над уровнем моря составляет только 36 м над уровнем моря, а расстояние по прямой до залива Нортон Берингова моря приближается к 160 км, но из-за особенностей рельефа река затем совершает крюк на юг и запад длиной в несколько сотен миль. От точки слияния с Коюкуком русло Юкона поворачивает почти строго на юг, сохраняя этот курс на протяжении примерно 160 миль и проходя западнее национального резервата Инноко. В конце этого отрезка одноимённая река впадает в Юкон у населённого пункта Холи-Кросс, в 280 милях от устья. После Холи-Кросса Юкон поворачивает на запад; на этом отрезке его русло проходит между утёсами и холмами высотой до 600 м. У покинутой рыбачьей деревни Охогамиут река поворачивает на север и у Пайлот-Стейшена достигает 900 м в ширину. Ниже Сент-Мэриса русло разделяется на множество рукавов, образуя дельту площадью 5,5 тыс. км² в месте впадения в залив Нортон. Дельта сильно заболочена, её территория изобилует озёрами. Большинство рукавов мелкие, однако располагающийся на северо-востоке дельты канал Апун-Пасс ранее использовался речными пароходами.

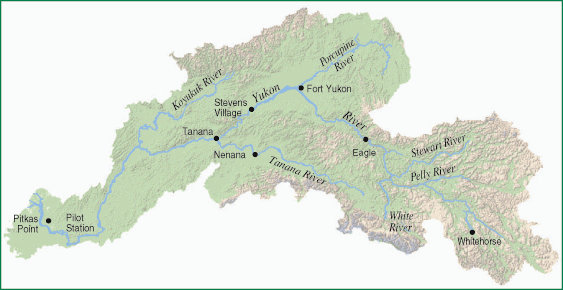
Карта бассейна реки Юкон

Общая площадь водосборного бассейна Юкона, согласно Британской энциклопедии — 850 тыс. км², а согласно Большой российской энциклопедии — 855 тыс. км². Отчёт, подготовленный в 2000 году Геологической службой США, определяет общую площадь водосборного бассейна Юкона с притоками в 321,5 тыс. квадратных миль (около 833 тыс. км²). Крупнейшими притоками Юкона (начиная с верховий) являются реки Теслин, Пелли (правые), Уайт-Ривер (левый), Стьюарт, Клондайк, Кандик, Нейшен (правые), Чарли (левый), Поркьюпайн, Шандалар (правые), Танана, Новитна (левые), Мелозитна, Коюкук (правые), Инноко (левый) и Андреафски (правый). Водосборные бассейны некоторых из этих рек сами достигают значительных размеров — более 40 тыс. квадратных миль у Поркьюпайна и Тананы, 35 тысяч у Коюкука и так далее.
Глубина русла Юкона, в верховьях составляющая порядка 4,5 м, увеличивается до 12 м в среднем течении и 21 м в нижнем. Реку питают в основном талые воды с окружающих горных цепей, и её притоки наиболее полноводны в июне—июле. После этого Юкон заметно мелеет, поскольку объём осадков в его бассейне достаточн низок — за лето в районе Уайтхорса и Доусона выпадает лишь 190 мм дождя, а в общем за год объём осадков в Уайтхорсе составляет 260, а в Доусоне 305 мм. Средний расход воды близ Пайлот-Стейшена — 6430 м³/сек (227 кубических футов в секунду), годовой объём стока — 205 км³. Юкон впадает в Берингово море, относящееся к бассейну Тихого океана. Однако сильное течение (ответвление Аляскинского течения) относит весь сток реки в Северный Ледовитый океан. По объёму стока в Северный Ледовитый океан Юкон занимает пятое место после Енисея, Оби, Лены и Маккензи. Его во́ды составляют 8 % общего стока в Северный Ледовитый океан.
Ледостав продолжается с октября по май. Река судоходна с мая по сентябрь до порогов Уайт-Хорс (примерно на 3000 км вверх по течению от устья). С конца XX века из-за глобальных климатических изменений речной лёд вскрывается раньше по весне, что приводит к ледяным заторам и наводнениям, особенно в районе Доусона.

## Природа
Большая часть бассейна реки находится в субарктическом поясе. По сравнению с реками сходных размеров в более тёплых регионах как ихтиофауна Юкона, так и растительность и животный мир по его берегам менее разнообразны. Основные виды рыб, представленных в водах Юкона, — сибирский хариус, нельма, мальма, ряпушка Артеди, налим, кета, кижуч и чавыча, причём последняя встречается на всём протяжении реки от устья до верховий. В 1950-е годы в озере Джексон (территория Юкон) интродуцирована микижа, но её распространение происходит медленно.
Растительность в окрестностях реки представлена такими видами деревьев как осина, берёза, тополь, сосна и ель, типичными представителями фауны являются: ондатры, бобры, ласки, лисицы, рыси, койоты, волки, норки и чёрные медведи. Здесь также можно встретить росомаху, гризли, лысого орла, беркута и лебедя-трубача, также как и крупные популяции перелётных птиц, в первую очередь водоплавающих и ласточек-береговушек.
На экологическую обстановку в регионе влияет сброс в Юкон сточных вод Уайтхорса и меньших населённых пунктов ниже по течению. В организмах рыб из озера Лаберж были обнаружены повышенные концентрации загрязняющих веществ, однако предполагается, что их источники более удалены географически. В 1991 году 48-километровый участок реки от озера Лаберж до устья реки Теслин включён в Список охраняемых рек Канады. У верховий реки в Британской Колумбии расположен провинциальный парк Атлин. Канадская часть бассейна Юкона включает также участки двух национальных парков — Вунтут и Клуэйн — и ряд природоохранных территорий более низкого ранга. На американской стороне границы порядка 10 % территории бассейна заняты четырьмя национальными парками и ещё 32 % — восемью заповедниками.

## История
Человеческие поселения на берегах реки существуют не менее 8 тысяч лет. На протяжении большей части этого времени население региона было представлено племенами охотников и собирателей, относящимися к инупиатов, юпиков и атабаскской языковой группы, значительную роль в выживании которых играл лов чавычи. Согласно атабаскскому эпосу, каноэ из берёзовой коры было впервые сооружено на берегу Юкона близ его впадения с юга в озеро Лаберж.
В конце XVIII века известный канадский исследователь и торговец мехом Маккензи, будучи в устье реки, впоследствии названной его именем, услышал от индейцев о том, что западнее течёт такая же крупная река, на которой стоит торговый пост и которая впадает в «Озеро Белого человека». Маккензи полагал, что это Уналашка. В 1792 году Маккензи предпринял попытку добраться до неизвестной реки и Тихого океана. Он начал поход 10 октября 1792 года из Атабаски. Пройдя 550 миль, он остановился на реке Смоки на зимовку. Весной следующего года он продолжил поход, достигнув океана 22 июля и пройдя 1200 миль. Он не обнаружил реки, так как находился намного южнее неё:стр. 17-19.
В начале XIX века не предпринимались попытки исследования среднего течения реки Юкон ни с британской стороны на востоке, ни с российской на западе. Только в 1830 году российский бриг под руководством Этолина исследовал Нортон-Саунд. На следующий год правитель Русской Америки барон Врангель приказал лейтенанту Тебенькову основать населённый пункт на острове Сент-Майкл (см. Михайловский редут). После этого в течение ряда лет проводились исследования устья реки, её дельты и притоков. В 1838 году работник Российско-американской компании по фамилии Малаков на лодках добрался до Нулато, расположенного в 575 милях от устья:стр. 20.
Нижнее течение реки (до притока Танана) было исследовано русским морским офицером Лаврентием Загоскиным в 1843 году. В том же году до верхнего течения реки добрался Роберт Кэмпбелл. Кэмпбелл отправился по реке Лиард, притоку Маккензи, а затем перешёл на реку, которую он назвал Пелли. По ней Кэмпбелл добрался до слияния с другой рекой, которую он назвал Льюис. Кэмпбелл решил не продолжать путешествие дальше и вернулся в опорный пункт на реке Маккензи. Через четыре года Кэмпбелл основал в устье реки Пелли торговый пост Форт-Селкерк. В то же самое время Александр Хантер Маррей основал Форт-Юкон на слиянии рек Юкон и Поркьюпайн:стр. 23-24. В 1851 году Кэмпбелл прошёл вниз по течению Юкона до его слияния с рекой Поркьюпайн, где уже в 1847 году был основан Форт-Юкон. Однако после того, как в 1852 году индейцы сожгли торговый пост в Форт-Селкерке, европейцы на два десятилетия покинули этот регион.

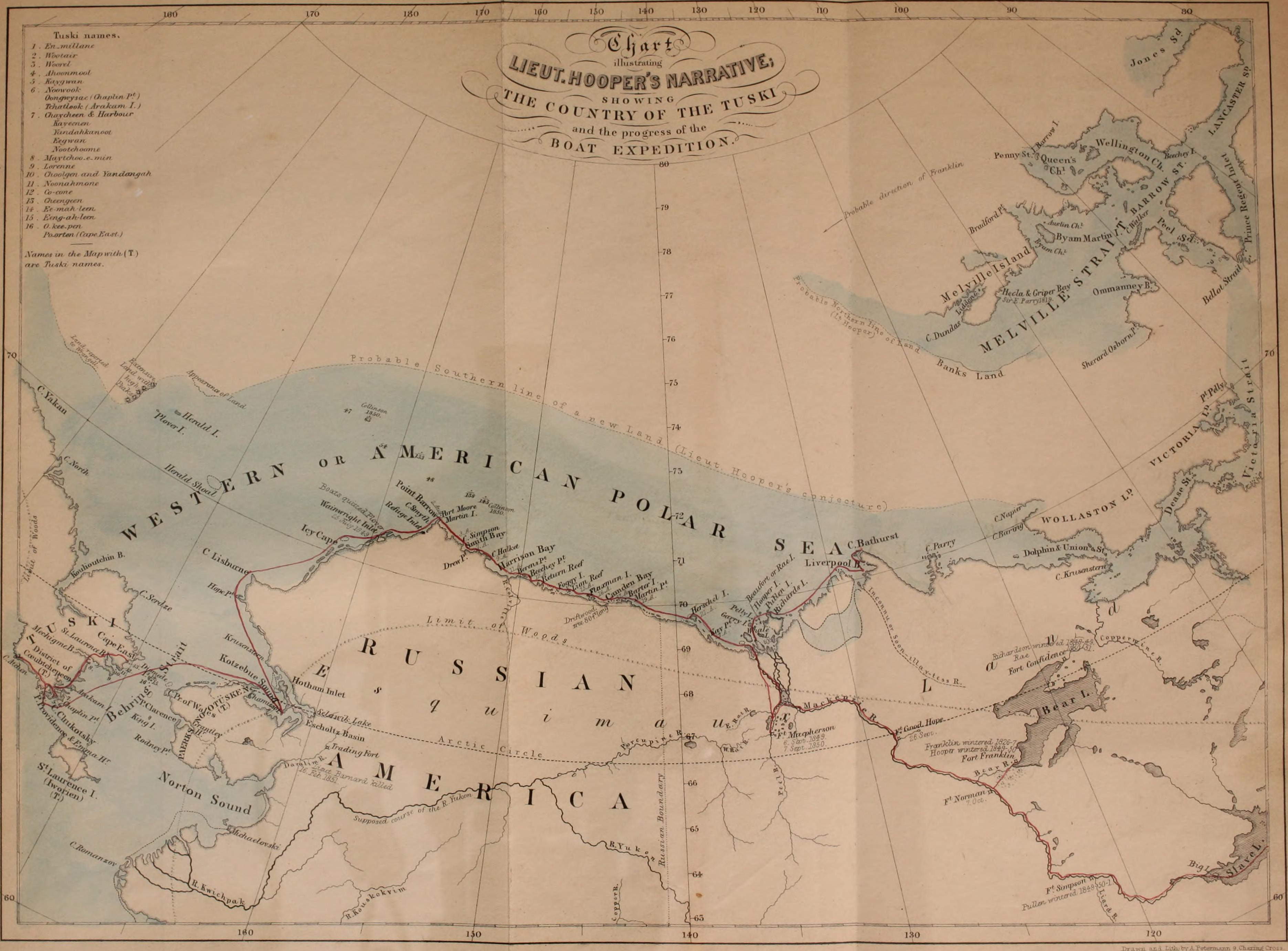
Карта из отчета лейтенанта Хупера,1853 г.

Хронологически первая в мире (из обнаруженных на данный момент) карта с точным изображением русла Юкона была издана в 1853-м году в Лондоне. Это была публикация отчета (книги) лейтенанта Королевского флота Уильяма Хупера (William Hulme Hooper) по итогам поисково-спасательной экспедиции 1848—1852 гг., искавшей пропавшую экспедицию Джона Франклина 1845—1847 гг. Отчет публиковался под названием «Десять месяцев в чумах туски, и всё, что произошло в арктической шлюпочной экспедиции в поисках сэра Джона Франклина» (‘Ten Months among the Tents of the Tuski, with Incidents of an Arctic Boat Expedition in search of Sir John Franklin', published by John Murray, Albemarle Street, London 1853). В отчете была опубликована карта части Аляски и Северной Канады с маршрутом экспедиции. Несмотря на то, что экспедиционная партия Хупера не исследовала бассейн Юкона, на карте очень точно обозначено русло Юкона от канадской границы до устья, при этом использовано именно название «Юкон» (Yukon). Документальных свидетельств (на данный момент) не имеется, но, по всей видимости, при составлении карты использовались материалы Компании Гудзонова Залива, то-есть служащие Форта-Юкон КГЗ предположительно занимались исследованием и картографированием Юкона, а поскольку Форт-Юкон располагался на территории Аляски незаконно, факт его существования и проводимые исследования не афишировались.

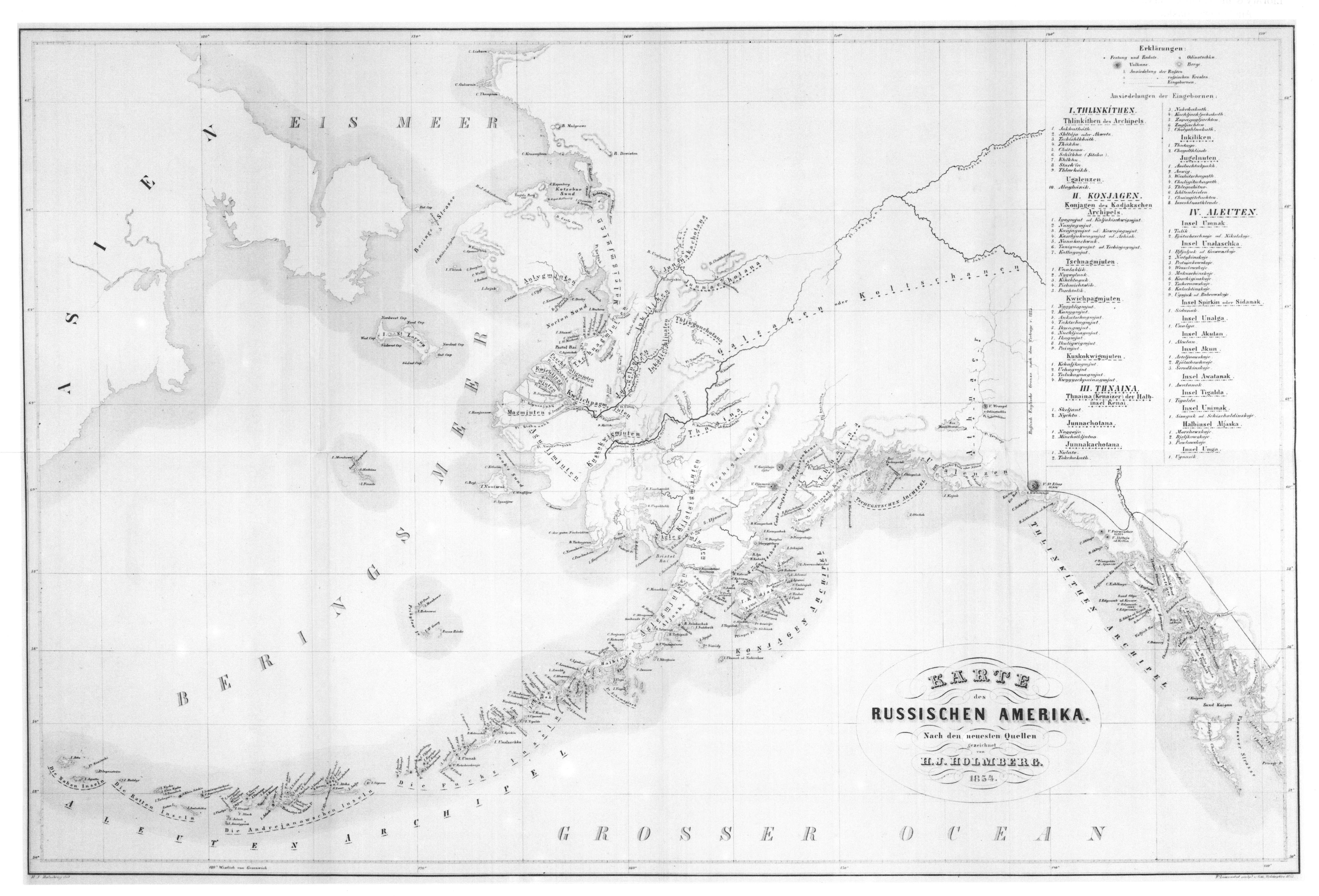
Карта Холмберга, 1855 г.

В это же время, в 1849-м году, Российской империей была направлена экспедиция в Калифорнию, с целью поиска золота. В экспедиции принимал участие Хенрик Йохан Холмберг (Henrik Johan Holmberg), выпускник и в дальнейшем сотрудник университета г. Хельсинки (Гельсингфорс). После завершения экспедиции Холмберг остался в Северной Америке и продолжил работу на Аляске, где занимался минералогическими и этнографическими исследованиями. Вернувшись в Финляндию в 1852 году, Холмберг издал материалы своих исследований в 1855 году, под названием «Этнографические очерки народов Русской Америки» (Etnographische Skizzen über die Völker des russischen Amerika). Опубликованная работа содержала подробную карту Аляски с  достаточно точным обозначением русла Юкона (хотя и менее точным, чем карта Хупера). Данная публикация, как и отчет лейтенанта Хупера, известности не получила.
Первым в мире исследователем, поднявшимся от побережья Берингова моря вверх по Юкону до Форт-Юкона (по  другим сведениям — почти до Доусона), стал Иван Семёнович Лукин, бывший начальник Колмаковского редута. В 1861 году начальник Михайловского редута (ныне город Сент-Майкл) М. Вахрамеев по приказу главного правителя колоний И. В. Фуругельма поручил Лукину найти «английское поселение» (Форт-Юкон). С началом весенней торговли Лукин отправился в индейское селение Наклакайет  (Nuklukahyet), располагавшееся у слияния Тананы с Юконом, где встретил группу  индейцев из Форта-Юкон, и узнал, что Юкон и известный независимо от него Квихпак — одна и та же  река. В 1862 году он вторично посетил это  селение и с помощью местных индейцев весной 1863 года дошёл до Форт-Юкона. Притворившись дезертиром, Лукин прожил там достаточно долго, затем скрытно от англичан покинул селение и на каноэ спустился вниз по Юкону в селение Нулато, где находился передовой русский редут (форт Дерябина). В 1866 году Лукин опять побывал в Форт-Юконе вместе с партией американских топографов, занимавшихся прокладкой маршрута для предполагаемой линии телеграфа, которая должна была соединить Старый и Новый Свет в районе Берингова пролива.
Освоение реки продолжалось со стороны устья. Мелкосидящие речные пароходы использовались на Аляске с 1866 года, а через несколько лет достигли и канадской территории. Мировую известность река Юкон получила благодаря золотой лихорадке, последовавшей за открытием в 1896 году на её притоке Клондайке золотых месторождений. Только за лето 1898 года не менее 20 судов поднялись по Юкону до Доусона; другие золотоискатели пересекали на север Береговой хребет от Скагуэя, а затем сплавлялись на самодельных плотах и лодках от озера Беннетт до порогов Уайт-Хорс, откуда продолжали путь вниз по течению Юкона уже на пароходах. С окончанием золотой лихорадки после Первой мировой войны судоходство на Юконе также резко сократилось. На канадской стороне оно было полностью прекращено в 1950-е годы по мере того, как развивалась наземная и воздушная связь с Доусоном и более мелкими населёнными пунктами.
Вскоре после того, как столицей территории Юкон в 1953 году стал Уайтхорс, началось строительство гидроэлектростанции у одноимённых порогов, задачей которой было снабжение города энергией. Станция начала работу в 1958 году. Чтобы плотина не препятствовала миграции чавычи на нерест, был сооружён ступенчатый рыбоподъёмник из дерева и бетона длиной 366 м.

## Населённые пункты на реке
От верховьев Юкон протекает через:
- Уайтхорс, Кармакс и город Доусон — на территории Юкон
- Игл, Сёркл, Форт-Юкон, Стивенс-Виллидж, Танана, Руби, Галина, Нулато, Калтаг, Грейлинг, Пэрадайз-Хилл (Paradise Hill), Холи-Кросс, Рашен-Мишен, Маршалл, Пайлот-Стейшен и Маунтин-Виллидж — в штате Аляска.

По состоянию на 2000 год в бассейне Юкона по обе стороны границы проживало около 126 тысяч человек, преимущественно сосредоточенных в двух крупных центрах — агломерации Фэрбанкс (включающей одноимённый город и Норт-Пол) на Аляске и Уайтхорсе на территории Юкон. В этих населённых пунктах проживали соответственно около 84 тысяч и 23 тысяч человек.

## Экономика
Несмотря на то, что река Юкон очень длинная, через неё построены всего четыре моста:
- Мост Льюиса на Аляскинской трассе севернее Марш-Лэйк
- Мост Роберта Кэмбела в Уайтхорс
- Мост на трассе Клондайк в Кармакс
- Мост Е. Л. Патона[англ.] на Далтонском шоссе севернее Фэрбанкса.

Хотя Юкон обладает значительным гидроэнергетическим потенциалом, его используют относительно слабо из-за малой населённости окружающего региона. Помимо ГЭС средних размеров, снабжающей электроэнергией Уайтхорс, в Канаде также построены две гидроэлектростанции меньших размеров на притоках Юкона, в том числе рядом с Мейо.
В бассейне Юкона ведётся добыча полезных ископаемых, однако её масштабы ограничены удалённостью региона от основных рынков сбыта и его труднодоступностью. Помимо золота, ставшего причиной стремительного заселения региона в конце XIX и начале XX века, с 1920-х по конец 1980-х годов велась добыча серебра, свинца и цинка в Кино-Сити близ Мейо, но для переработки руду приходилось транспортировать в Трейл (Британская Колумбия). С начала 1970-х по конец 1990-х годов шла добыча меди и неблагородных металлов в Фаро на реке Пелли, откуда металлургические концентраты переправлялись в Уайтхорс. На территории Аляски действуют рудники Иллинойс-Крик неподалёку от Галины и Форт-Нокс близ Фэрбанкса.
Для населения мелких населённых пунктов на берегах Юкона значительную роль, как и раньше, играют охота и рыболовство. Коммерческий лов рыбы делится на два сезона — летний (когда основными объектами становятся чавыча и летняя кета) и осенний (преимущественно кета с периодическим параллельным выловом кижуча). Пушной промысел является традиционным родом занятий у коренного населения региона, но низкие цены на пушнину на мировых рынках заставили многих местных индейцев предпочесть традиционным занятиям работу на городских предприятиях. Сельское хозяйство развито слабо: хотя на немногочисленных фермах в течение летних месяцев выращиваются овощи и кормовые культуры, большая часть продуктов, потребляемых в городах (в том числе в Уайтхорсе) завозится из южных регионов. В перспективе возможно развитие в регионе индустрии лесозаготовок ввиду увеличения местного и глобального спроса на древесину.
Благодаря обширным нетронутым ландшафтам в бассейне Юкона существует развитая индустрия туризма, в рамках которой наибольший интерес представляет национальный заказник Юкон-Чарли-Риверз на Аляске, протянувшийся вдоль русла Юкона на расстояние около 210 км от канадской границы.

## Галерея

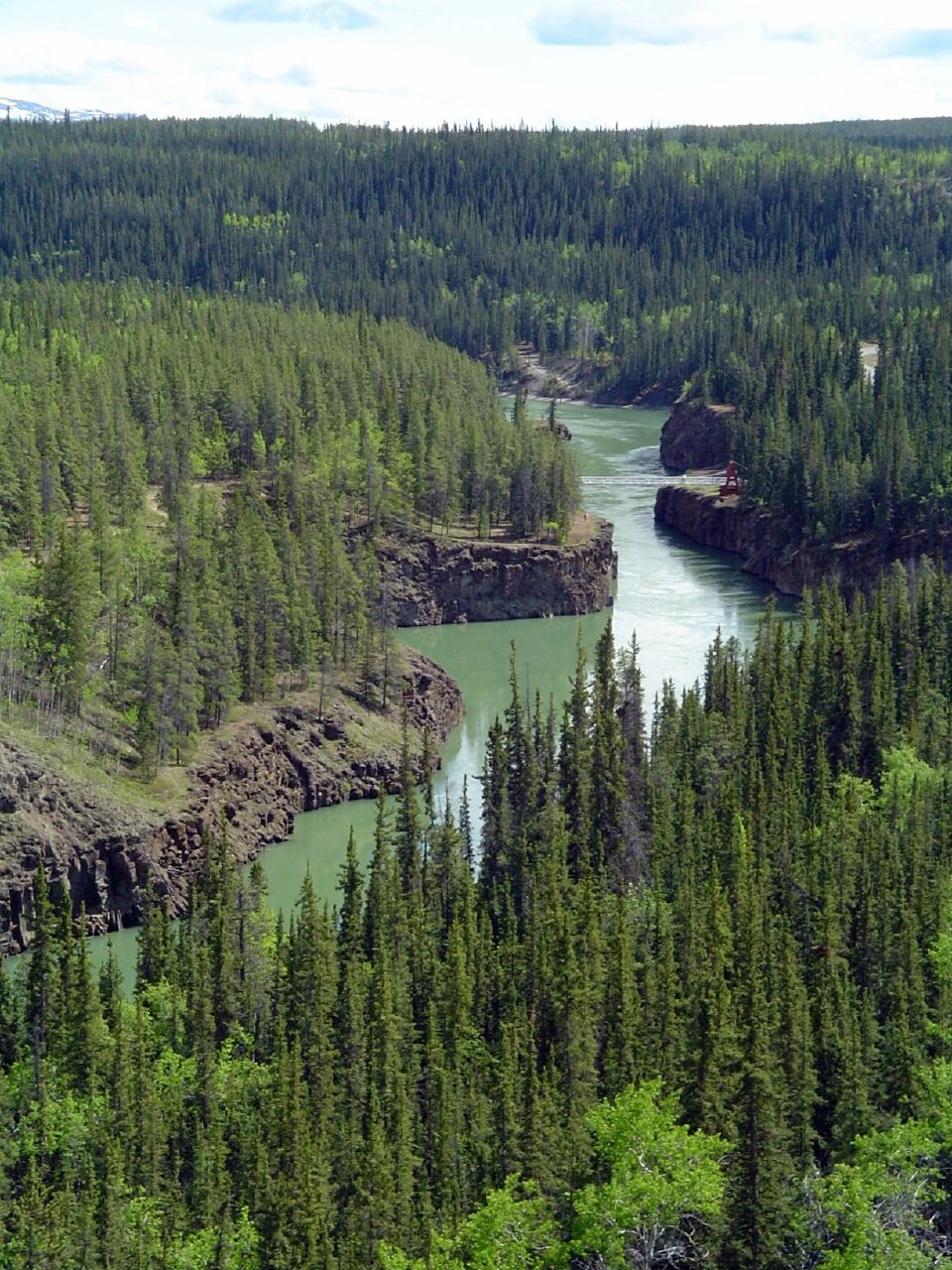
верховья реки неподалёку от Уайтхорс
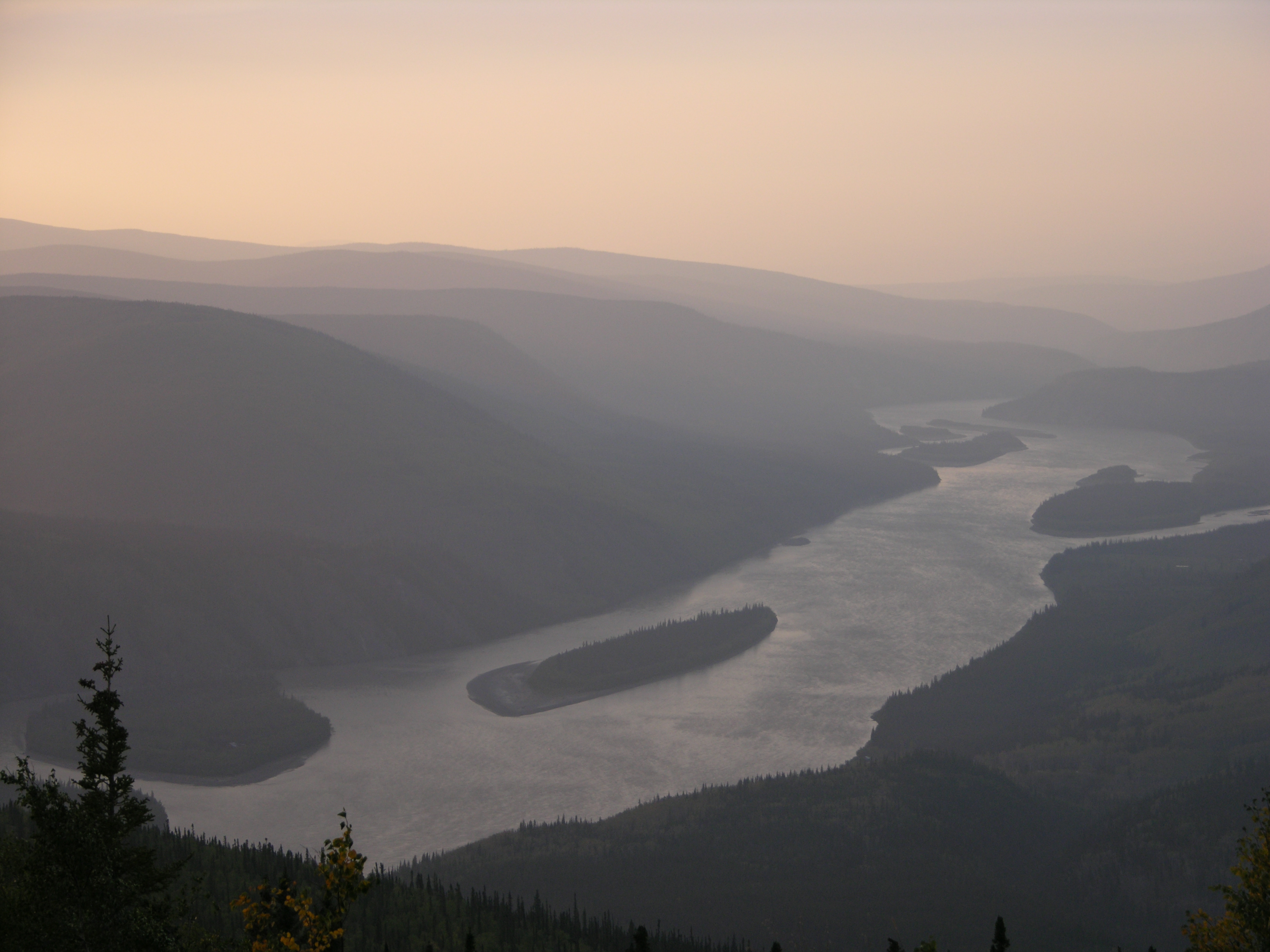
река неподалёку от Доусона
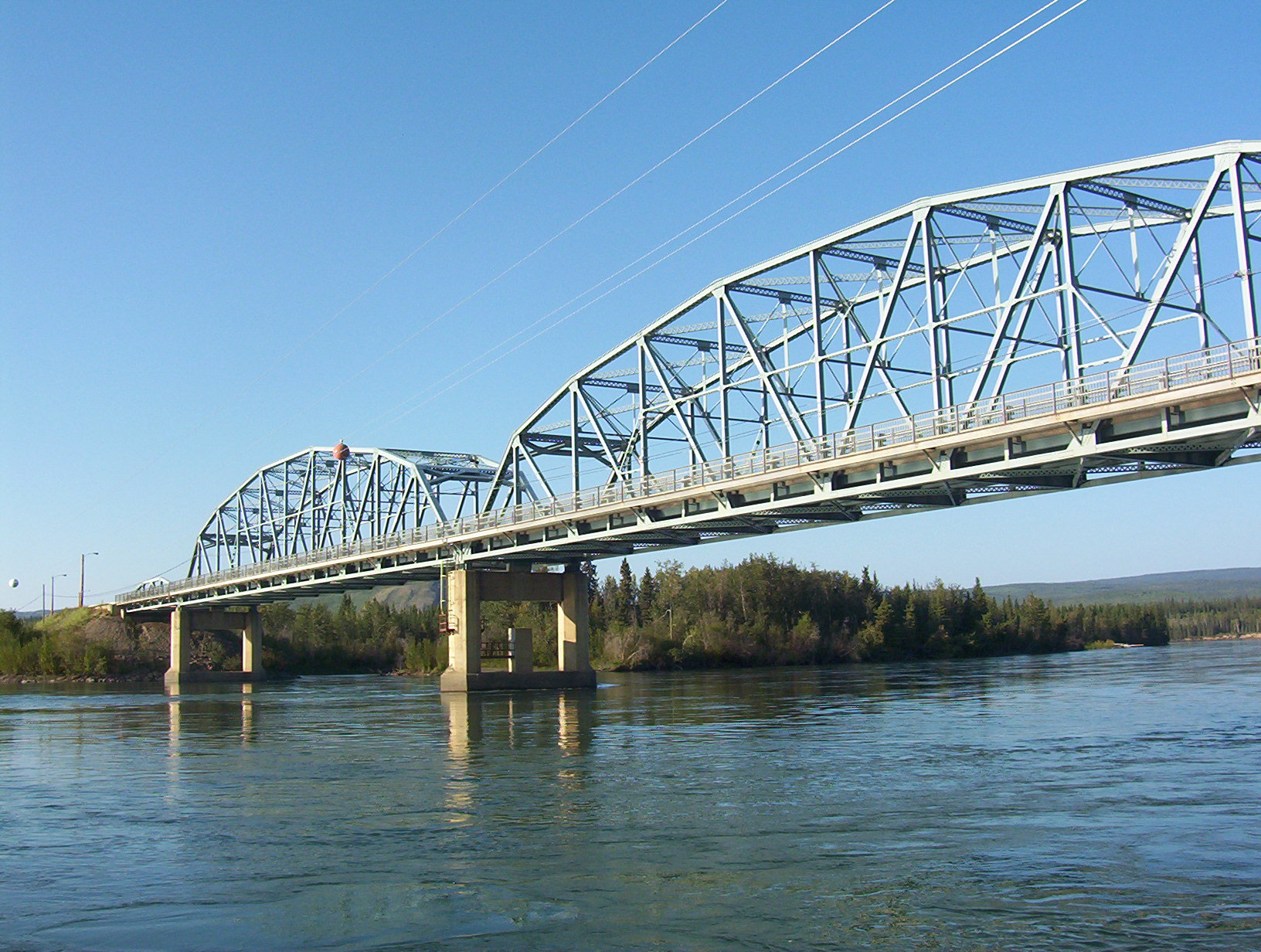
мост у Кармакса
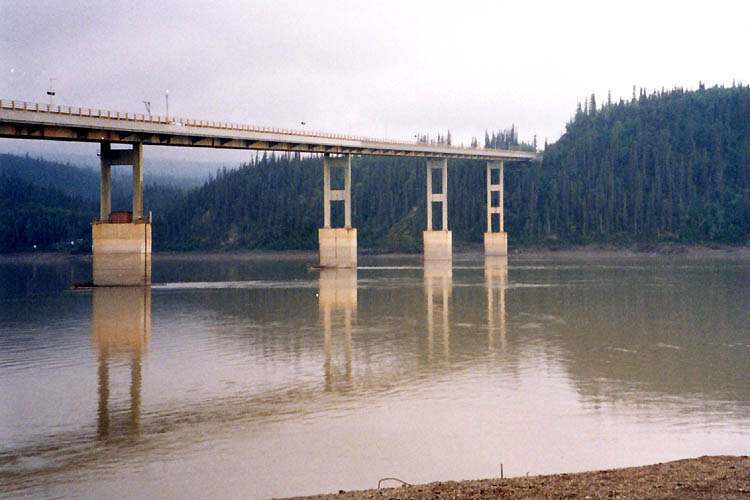
мост Е.Л. Патона севернее Фэрбанкса